# Live Archive NEARfest
Live Archive NEARfest is een livealbum van Steve Hackett en band. Het is een registratie van het concert, dat zij gaven tijdens NEARfest, op 30 juni 2002 in het Patriots Theatre te Trenton (New Jersey).

## Musici
- Steve Hackett – zang, gitaar
- Roger King – toetsinstrumenten
- Rob Townsend – dwarsfluit, saxofoon
- Terry Gregory – basgitaar
- Gary O’Toole – slagwerk

## Muziek
| Nr. | Titel                           | Duur |
| --- | ------------------------------- | ---- |
| 1.  | The floating seventh            | 1:44 |
| 2.  | Mechanical bride                | 6:33 |
| 3.  | Medley                          | 5:11 |
| 4.  | Serpentine song                 | 6:54 |
| 5.  | Watcher of the skies            | 5:18 |
| 6.  | Hairless heart                  | 2:58 |
| 7.  | Firth of Fifth                  | 3:23 |
| 8.  | Riding the Colossus             | 4:25 |
| 9.  | Pollution B                     | 2:24 |
| 10. | The steppes                     | 6:17 |
| 11. | Gnossienne nr. 1                | 3:38 |
| 12. | Walking away from rainbows      | 3:53 |
| 13. | In memoriam                     | 7:19 |
| 14. | The wall of knives              | 0:47 |
| 15. | Vampyre with a healthy appetite | 5:34 |

| Nr. | Titel             | Duur |
| --- | ----------------- | ---- |
| 1.  | Spectral mornings | 7:29 |
| 2.  | Lucridus          | 0:54 |
| 3.  | Darktown          | 5:12 |
| 4.  | Camino Royal      | 8:30 |
| 5.  | Every Day         | 7:09 |
| 6.  | Horizons          | 2:02 |
| 7.  | Los endos         | 6:07 |